# Thamco
Thamer Comércio de Ônibus LTDA. (más conocida por su sigla THAMCO) fue una empresa Brasileña, fabricante de carrocerías de autobuses. Uno de sus modelos más famosos fue el ODA (Onibus Dois Andares) apodado 'Fofão', de doble piso y que recordaba a los autobuses de la ciudad de Londres, Inglaterra.
Su nombre se cambió por Neobus.

## Historia
Thamco Indústria e Comércio de Ônibus pertenecía al empresario paulista Antonio Thamer y sus socios. Fue fundada en mayo de 1985, cuando Thamco llegó a tener la quiebra de Condor (antes Ciferal Paulista), una subsidiaria de la extinta empresa carioca Ciferal, ahora propiedad de Marcopolo. Thamco completó la construcción de una nueva fábrica en el distrito industrial de Guarulhos.
En 1988, Thamco marca el momento con el lanzamiento de dos modelos DD, uno de los cuales es una carretera llamada Gemini y otro urbano, ODA, que fue apodado por los medios como Fofão, ambos estuvieron en producción durante aproximadamente un año.
La gestión imprudente de la empresa, siempre girando en torno a la práctica de los precios bajos en detrimento de la calidad, finalmente la llevó a la pérdida de mercado, la pérdida de la producción y la crisis financiera.
En 1993, comenzaron los atrasos de salarios, despidos de trabajadores, la producción totalmente se paralizó.
Incluso después de 18 años (1996) es posible encontrar modelos firmes y fuertes, dispersas en varias ciudades brasileñas, especialmente en las zonas rurales de difícil acceso, que operan en las pequeñas empresas y/o particulares, hechos que demuestran la solidez y la durabilidad de los productos.
Ha exportado a varios países como El Salvador, Costa Rica, Honduras, República Dominicana, Chile, Bolivia, Paraguay, Uruguay, Venezuela, Ecuador, Perú, entre otros.

## Productos

### Modelos antiguos
Micros y Minis
- Aquarius
- Genesis

Urbano
- Padron Águia
- Padron Falcão
- Scorpion
- Dinamus

Interurbano
- Pégasus
- Oda
- TH260E
- Gemini
- Taurus